# Spitzmorchel
|  | Dieser Artikel wurde aufgrund von formalen oder inhaltlichen Mängeln in der Qualitätssicherung Biologie im Abschnitt „Mykologie“ zur Verbesserung eingetragen. Dies geschieht, um die Qualität der Biologie-Artikel auf ein akzeptables Niveau zu bringen. Bitte hilf mit, diesen Artikel zu verbessern! Artikel, die nicht signifikant verbessert werden, können gegebenenfalls gelöscht werden. Lies dazu auch die näheren Informationen in den Mindestanforderungen an Biologie-Artikel. Begründung: sehr knapp, neuere Systematik und Artabgrenzung fehlen |

Die Spitzmorchel (Morchella elata, Syn.: Morchella conica) ist eine Schlauchpilzart aus der Familie der Morchelverwandten.

## Merkmale

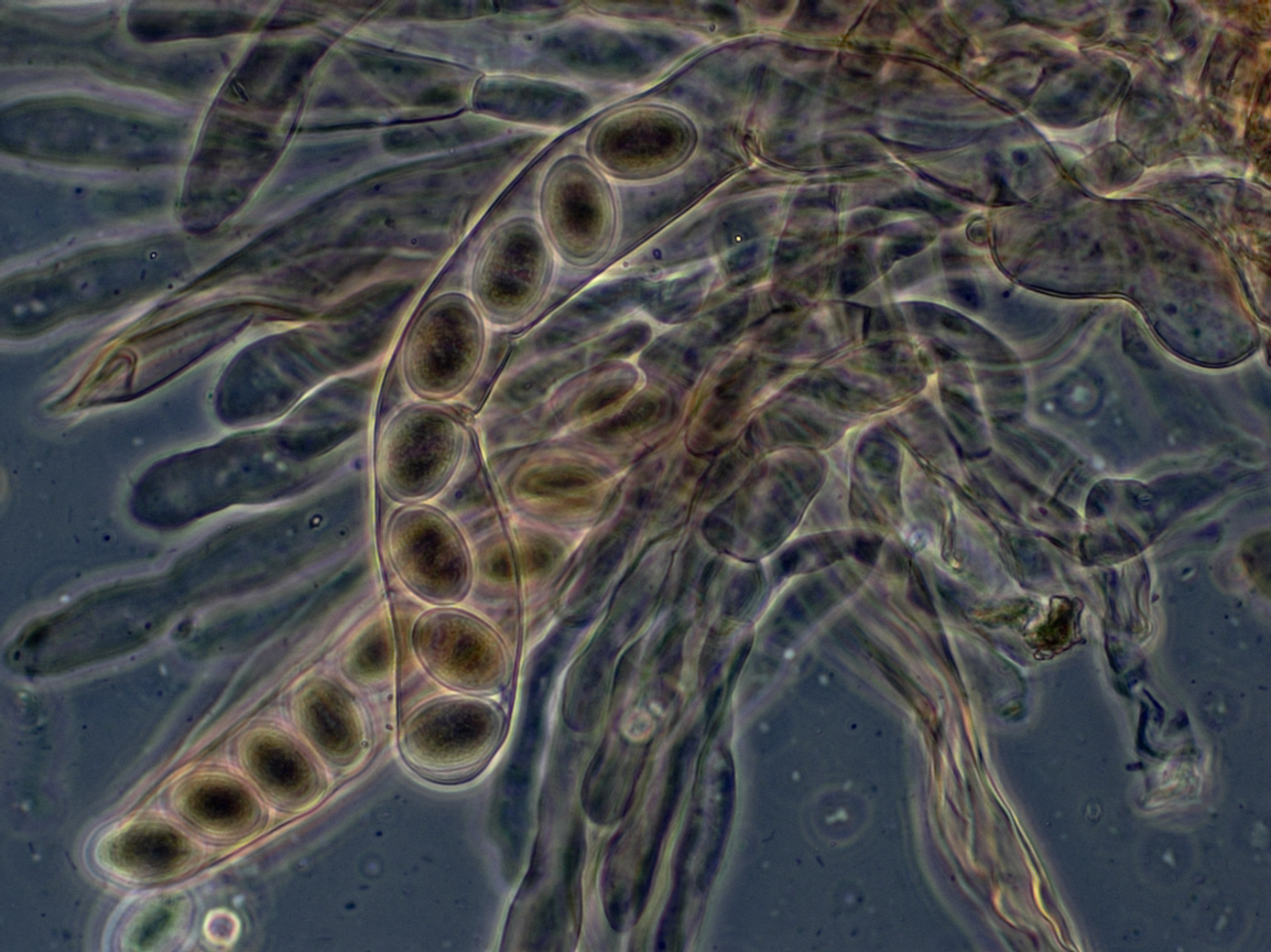
Asci und Sporen der Spitzmorchel

Die Spitz-Morchel bildet 5–15 cm, in Ausnahmefällen bis 30 cm hohe, hohle Fruchtkörper (Komplexapothecien), die in Hut und Stiel gegliedert sind. Der Hut wird 3–10 cm hoch und 1,5–4 cm breit. Er ist walzenförmig bis spitzkegelig geformt, die Oberfläche besitzt eine durch mehr oder weniger parallele Längsrippen und diese verbindende, etwas niedrigere Querrippen gegliederte Oberfläche. Die Oberfläche des Hutes ist grau bis olivbraun gefärbt, die Längsrippen nehmen im Alter eine schwärzliche Farbe an. Der Hutrand ist mit dem Stiel verwachsen. Der Stiel der Spitz-Morchel wird 3–6 cm lang und 1,5–4 cm breit, er ist wie der Hut hohl, seine Oberfläche ist grubig-runzelig, kleiig-körnig und weißlich bis hellbräunlich gefärbt.

## Ökologie und Phänologie
Die Spitz-Morchel wächst als Saprobiont in Auwäldern, Gärten, Parks, Laub- und Nadelwäldern, oft auf verletzten Böden, auf Holzlagerplätzen und Brandstellen. Sie kommt auch gern auf mit Rindenmulch bedeckten Flächen vor, dadurch ist sie häufig im Bereich von Siedlungen zu finden.
In Mitteleuropa erscheinen ihre Fruchtkörper von März bis Mai.

## Bedeutung

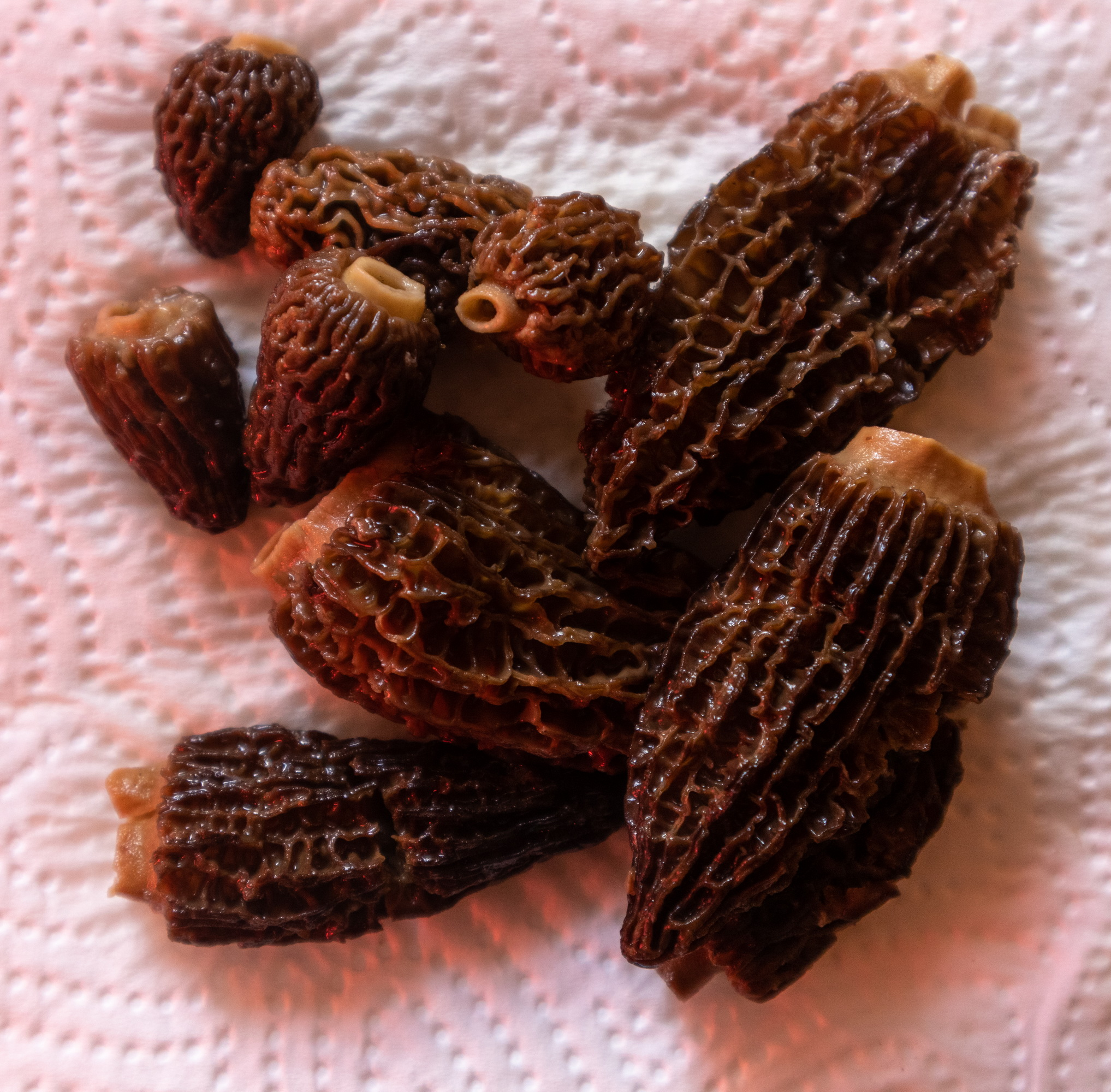
Getrocknete Morcheln, aufgebrüht

Die Spitz-Morchel ist ein sehr begehrter Speisepilz, der geschmacklich noch über der Speise-Morchel einzuordnen ist. Sie steht in Deutschland wie alle Arten der Gattung Morchella nach der Bundesartenschutzverordnung unter Naturschutz. Das Sammeln ist nur in geringen Mengen für den eigenen Bedarf erlaubt. Die Spitzmorchel ist der teuerste einheimische in der Natur vorkommende Pilz.
Da die Spitzmorchel im rohen Zustand giftig ist, muss der Pilz entweder 5 Minuten gekocht oder mindestens 6 Monate getrocknet werden. Deshalb ist er überwiegend im getrockneten Zustand im Handel erhältlich.